# Ukrainian Cyber Alliance
Ukrainian Cyber Alliance (UCA)-우크라이나 사이버 동맹은 우크라이나와 전 세계 여러 도시의 우크라이나 사이버 활동가 커뮤니티이다. 이 동맹은 2016년 봄에 FalconsFlame과 Trinity라는 두 사이버 활동가 그룹의 합병으로 탄생했으며 나중에 RUH8 사이버 활동가 그룹과 개인 CyberHunt 사이버 활동가가 합류했다. 핵티비스트들은 우크라이나에서 러시아의 침략에 맞서기 위해 뭉쳤다.

## 러시아-우크라이나 사이버 전쟁 참여
핵티비스트들은 2014년 봄에 사이버 공간에서 우크라이나를 보호하기 위해 자신들의 생각을 적용하기 시작했다. 시간이 지남에 따라 전쟁에서 개별 작전은 이길 수 없다는 것이 분명해졌고 핵티비스트들은 합동 작전을 수행하기 시작했다. 점차적으로 일부 해커 그룹은 Ukrainian Cyber Alliance에 합병되어고, 우크라이나 헌법 17조는 모든 시민의 의무이기 때문에 국가의 독립과 영토 보전을 수호한다. Ukrainian Cyber Alliance는 분석, 정찰 및 출판을 위해 획득한 데이터를 독점적으로 국제 정보 커뮤니티 InformNapalm과 우크라이나 보안군에 전송한다.

## 우크라이나 사이버 동맹의 가장 유명한 작전

#### 작업 # opDonbasLeaks
2016년 봄, 우크라이나 사이버 연합은 점령 지역에서 활동하는 테러리스트 조직의 해킹된 사서함뿐만 아니라 무장 세력, 선전가, 큐레이터의 페이지와 사서함에 대해 약 100번의 성공적인 해킹을 수행했다. 핵티비스트들은 또한 러시아 조직인 돈바스 자원봉사자 연합(Union of Donbass Volunteers)의 우편함을 해킹했다. 러시아가 개방하고 필요한 경우 비자를 연장하는 유령 "고스트"의 대열에서 싸우고 있는 이탈리아, 스페인, 인도 및 핀란드 시민의 여권 데이터 및 문서 사진. 우크라이나 동부에서 전투 중 부상을 입은 러시아 테러리스트들이 러시아 국방부 군병원에서 치료를 받고 있는 것으로 밝혀졌다.

#### 선전 사이트 "Anna News" 해킹
2016년 4월 29일 Inform Napalm 웹사이트는 우크라이나 사이버 연합에 전화를 걸어 Anna News 선전 기관의 해킹 및 방어에 대해 보고했다. 해킹 결과 사이트가 5일 이상 작동하지 않았다. 사이트 페이지에 핵티비스트들은 "Lviv Metro" (밈 :패러디물)을 사용한 첫 번째 비디오 주소를 게시했다.

비디오 메시지 텍스트:
" "안녕하세요. 당신은 Lviv(리비브) 지하철역에 있다. 그리고 이것은 우크라이나 해커가 적과 동맹에 사용하는 비디오이다. 이 영상을 보고 계시다면 우리는 러시아 테러리스트의 다른 사이트 정보 공간을 정리한 것이다. 우리는 적에게로 향한다. 오늘 우리는 귀하의 리소스에서 모든 기밀 정보를 제거했다. 관리자 및 사용자의 데이터는 InformNapalm 자원 봉사자 인텔리전스에 전달되었으며 우크라이나 특별 서비스에도 전송되었다. 귀하의 사이트 백업은 파괴되었으며 우리에게만 남아 있다. 우리는 처음부터 다시 시작할 수 있는 마지막 기회를 제공하고 더 이상 거짓말과 테러를 위해 정보 공간을 사용하지 않는다. 우리는 동맹국으로 향한다. 조지아, 우크라이나, 시리아는 러시아 연방의 사악한 테러리스트 공격에 직면해 있다. 우리 중 많은 사람들이 사랑하는 집을 잃었다.  우리는 평범한 프로그래머, 엔지니어 및 자원봉사자이다. 우리의 무기는 이성, 믿음, 자유와 의지이다. 우리는 적에게 손실을 입힐 수 있다. 러시아 제품을 사지 말고 러시아 언론을 믿지 마십시오. 우크라이나의 군대와 애국자를 지원하십시오. 도움과 보호가 필요한 사람들을 도우십시오. 서로를 지원합시다. 우리는 사악하고 거짓말을 하는 적과의 전쟁에서 승리할 군대이다. 우크라이나에 영광을 위하여!"

#### «작전 # OpMay9
2016년 5월 9일 우크라이나 사이버 연합은 작전 # OpMay9을 수행했다. DNR 테러리스트, 선전가, 러시아 민간군사기업(PMC)의 9개 사이트가 해킹당했다. 해킹된 사이트에는 "진실의 묘약"이 주입되었다. 해커는 # OpMay9 및 # op9May 해시태그와 2차 세계 대전과 나치즘에 대한 승리에 대한 우크라이나 국민의 기여에 대해 3개의 짧은 비디오를 남겼다. 핵티비스트들은 또한 해킹된 테러리스트 자원에 대한 새로운 비디오 메시지를 게시했다.

비디오 메시지 텍스트:
" 우리는 다시 Lviv 지하철에 있다. 4월 29일 우리의 이전 비디오에서 일부 시청자들은 우리가 한 것을 농담이라 판단했다. 그러나 농담이 아니라 아주 진지하게 말하고 있다. 우리의 마지막 공격 이후, 러시아의 사이버 공격으로 인기 사이트 Anna News는 약 5일 동안 사용할 수 없었다. 이 정보들은 조지아, 우크라이나, 시리아에 대해 거짓말을 퍼뜨리는 것이 목적이다. 우리의 첫 번째 영상 통화로 5시간 이상, 이 사이트는 중단되었으며 관리자가 리소스를 부분적으로 복원하는데 100시간 이상 걸렸다. 그들은 동시에 많은 데이터를 완전히 잃었다. 그것은 예수님이 부활하신 부활절에 대한 우리가 보내는 작은 선물이었다. 우리는 빛이 어둠을 얼마나 쉽게 파괴하는지 보여주었다. 우리는 침략자를 성공적으로 물리칠 수 있는 충분한 힘과 의지가 있다. 공동의 승리를 위해 모두를 믿고 힘을 주면 된다. 그리고 이제 승리에 대해. Kyiv Rus`, 그 다음 우크라이나, Zaporozhska Sich 및 Holodnyi Yar의 kozaky, 우크라이나 반군 및 연합군의 우크라이나 사람들은 조국과 자유를 위해 불굴의 의지와 피를 흘리며 싸웠던 우리의 조상들이다.  70년 전, 우크라이나 사람들은 침략자 및 침공자들의 싸움에서 약 700만 명의 아들과 딸을 잃었다. 이제  러시아 삼색기로 위장한 새로운 패스트  전염병이 우리 국경에 맞닿아 있다. 그러나 적이 아무리 강해 보여도 그들의 운명은 패하고 부끄러움으로 뒤덮일 것이다. 우크라이나 국민, 군인, 애국자, 자원 봉사자들 속, DNA 코드에는 불굴의 의지가 내재되어 있음을 증명했다. 오늘, 승리의 날을 추모하며  우리는 우크라이나 사회에 새로운 선물을 드린다.  Donbass의 침략자 및 러시아 테러리스트 사이트의 전체 정보 네트워크가 마비된다. 침략자의 거짓말을 폭로하는 이 비디오와 기타 자료는 많은 적의 웹사이트에 나타날 것이다. 그 옛날 우리는 이겼고, 지금 또한 우리가 이길 것이다. 우리조상의 영광을 위하여, 과거와 미래의 영웅들의 영광을 위하여. 우크라이나의  영광을 위하여!" 

#### 작전 # opMay18
2016년 5월 18일, 1944년 크림 타타르족 추방의 비극적인 사건을 기리는 날, 우크라이나 사이버 동맹(UCA)은 # opMay18 작전을 수행했다. 작전의 결과, 소위 "크림 공화국 회의 의장"으로 임명된 점령 러시아군의 후계자인 Sergei Aksyonov는 "진실의 묘약"을 받았으며 다음과 같이 말했다.
"친애하는 크림 시민 여러분, 오늘 저는 1944년의 어려운 날을 기억하며, 이런 비극적인 사건이 다시 발생하지 않도록 최선의 방어를  제안한다. 현재 국제 정세는 2017년 러시아인이 크림 반도에서 이송될수  있는 상황이다. 결론적으로 크리미아 타타르 가수 Jamala가 Eurovision-2016 대회에서 우승한 것을 매우 기쁘게 생각하며, 크림에서 Eurovision-2017이 성공적으로 개최되기를 기대한다." «

#### "1 번 채널" 해킹
핵티비스트에 따르면 우크라이나 사이버 동맹은 러시아가 돈바스를 점령하고 민스크 협정에 따른 의무를 이행하도록 하는 프로젝트의 일환으로 러시아 1번 채널의 웹사이트를 해킹히는다. 러시아 1번 채널 선전가인 Serhiy Zenin은 특히, Russia Today와의 협력에 대한 세부 정보도 공개되었다. UCA가 입수한 문서에 따르면 Zenin의 공식 급여가 10만 루블이며 고급해변에 450,000유로 상당의 아파트와 3대의 자동차를 보유하고 있다. Serhiy Zenin의 클라우드 저장소에는 도네츠크 지역의 니키신 정착촌에서 발생한 DNR 테러리스트의 총격을 보여주는 25개의 비디오가 보관되어 있다.

#### 작전 # opDay28
2016년 제헌절 전날 우크라이나 사이버 동맹은  # opDay28 작전을 실시했다. 러시아 테러리스트의 자원 17곳이 해킹 당했고, 해킹된 사이트에는 리비우 지하철의 새로운 영상이 게시됐었다. 테러 조직 "DNR" O. Zakharchenko의 지도자를 대신하여 핵티비스트들은 파손된 자원에 대해 다음과 같은 호소문을 발표했다.
"6월 28일 우크라이나의 헌법 기념일을 축하한다. 그러나 러시아는 우리가 이 갈등을 시작했고 일반 시민의 헌법적 권리를 수없이 침해했다며 어리석은 해석을 하고 있다. 러시아가 모욕하는 우리의 어리석은 언론 서비스와 DNB DNR 은 이러한 모욕에도 불구하고  전 세계가 우리를 신뢰하고  샌드박스에서 게임을  시작했음을 인정해야 한다. 진실은 러시아가 다시 한 번 우리에 누명을 씌우고 우리 땅 크림 반도를 점령한 이후 돈바스를 점령하려 한다는 것이다. 나는 개인적으로 우크라이나 모든 사람들에게 러시아의 어리석음에 대해 애도를 표하며, 이번 우크라이나 헌법 기념일이 Donbass와  우크라이나 관계의  전환점이 되기를 바랍니다! 인종차별적 선전을 하는 러시아와는 달리 우리는 스스로의 문제를 해결할 것이며 돈바스에서는 우크라이나 헌법의 질서가 평화롭게  이뤄질 것입니다!” «

#### 러시아 연방 국방부의 해킹
2016년 7월 우크라이나 사이버 동맹은 국가 방위 질서를 확보하기 위해 러시아 연방 국방부 문서 관리 서버를 해킹했다. 그 결과 2015년까지가 기한인 RF 국방부의 방위계약 문서가 압수되어 공개되었다. 작전의 성공은 주로 러시아 해군 소장 Vernigora Andrei Petrovich의 결정에 있었다. 2016년 11월 말, 우크라이나 사이버 동맹은 두 번째로 러시아 연방 국방부에 침입하여 2015-2016년 러시아 연방 국방 명령 규정에 대한 기밀 데이터를 획득했다. Inform Napalm의 분석에 따르면 문서는 러시아가 우크라이나와 전면적인 적대 행위가 발생할 경우 공중에서 우위를 결정한다는 원칙을 주장하고 있음을 보여준다. 특히, 현대화 및 신규 항공기 생성과 유지 보수에 할당된 금액으로 입증된다.

#### 작전  # op256thDay
프로그래머의 날을 앞두고 UCA는 작전 # op256thDay를 실시했다. 침략자 사이트의 30개 이상의 인터페이스가 파괴되거나 수행되었다. 많은 선전 자료에 핵티비스트들은 우크라이나에 대한 러시아의 군사적 침략의 증거를 보여주는 InformNapalm 비디오를 삽입한다.

#### 작전 #OpKomendant
핵티비스트들은 테러 조직 "DPR"의 소위 "군 사령관실"의 13개 지역 지부의 우편 주소에 접근했다. 이 작전을 #OpKomendant라고 했다. 6개월 동안 데이터 상자의 분석을 위해 Inform Napalm 자원 봉사자, Peacemaker Center의 직원, 우크라이나 보안 책임자(SBU 및 우크라이나 특수 작전 부대)에 전달되었다.

#### 테러리스트 Alexei Mozgov
2016년 10월, UCA는 테러 조직 LNR의 유령 갱단 지도자 Oleksiy Mozhovy로부터 240페이지에 달하는 이메일을 찾았다. Mozgovy가 가진 알 수없는 서신을 판독해보면 에이전트의 호출 부호 "Virgo"이다.

#### 테러리스트 Arsen Pavlov("Motorola")
Ukrainian Cyber Alliance는 러시아 테러리스트 Arsen Pavlov와 그의 아내 Elena Pavlova(Kolenkina)의 잡지에서 사진, 비디오, 서신, 문서 사진 등의 데이터를 찾았다. 그가 죽기 전 마지막 몇 주 동안  러시아 큐레이터들과의 갈등에 힘들어 했다.

#### SurkovLeaks 작전 | 에드. 암호]
더 읽어보기: Surkov 누출
2016년 10월, 핵티비스트들은 블라디슬라프 수르코프 러시아 대통령 보좌관 리셉션의 사서함에 접근 할 수 있었다. 10월 말(SurkovLeaks)과 11월 초(Surkov Leaks, part 2)에 국제 자원 봉사 커뮤니티 Inform Napalm의 사이트에서 Surkov의 리셉션 2개 덤프 파일이 우체통에 게시되었다. 덤프 파일은 민스크의  세부 사항을 모르고 우크라이나의 상황을 불안정하게 만들 계획이며 우크라이나를 연방화하려는 계획과 러시아가 동부 우크라이나 전쟁에 연루되어 있음을 증명하는 기타 자료를 알고 있다. 한 미국 관리는 NBC NEWS에 투기 자료가 미국이 이전에 제공한 정보를 뒷받침한다고 말했다. 투기 자료의 진위는 국제기구 Atlantic Council, Bellingcat에 의해 확인되었다. Surkov Leaks는 BBC, Time, New York Times, The Times & The Sunday Times, Daily Mail, The Guardian과 같은 주요 서양 간행물에 게재되었다. ], Radio Liberty, The Sydney Morning Herald, The Independent, Forbes, Bloomberg, Newsweek. 해킹으로 수르코프의 비서실장인 올렉산드르 파블로프가 사임되었다. 2017년 11월 2일, 러시아 연방 대통령실 수석 보좌관인 Inal Batuvich Ardinba의 우편함을 포함하여 Surkov 측근의 우편함 2개(Surkov Leaks, 3부)가 더 공개되었다. 블라디슬라프 수르코프. 그는 "Slobozhanshchina", "Porto-Franco", "Bessarabia 인민 공화국", "Nikolaev 인민 평의회"와 같은 우크라이나의 소위 "연성 연방화" 프로젝트를 감독하고 자금을 지원했다. 러시아의 파괴 활동을 증명하는 문서가 쓰레기 더미에서 발견되었다. 예를 들어, Zaporizhia 지역의 권력 장악 프로젝트, Odessa 지역의 내무부 모집 - 현직 및 전직 직원 목록, 2015년 2월 상반기 Odessa 도발 보고서, 우크라이나에서 폭력적인 행동을 한 사람(찌뚜쉬키) 목록, "Slobozhanshchina 개발 특별 지역"에 관한 우크라이나 법률 초안, 하르키우 지역의 일부 선거 운동에 대한 러시아의 자금 지원 증거 등. 우크라이나 언론인 연합 오데사 지부의 책임자인 유리 라보틴(Yuriy Rabotin)이 쓰레기 더미에서 찾아냈다. 서신에는 그가 반우크라이나 활동에 대해 크렘린궁에서 받은 금액이 나와 있다. 2018년 4월 19일 The Times의 영국판은 SurkovLeaks 문서의 유출로 인해 러시아가 우크라이나를 비난하기 위해 2014년 말레이시아 항공 MH17호 격추에 대한 허위 정보를 사용했다는 기사가 실렸다. SurkovLeaks는 러시아가 허위 정보 전략을 적극적으로 개발하고 전 세계에 이를 전파하려고 노력하고 있다는 서면 증거이다.

#### 테러 조직 "DPR"의 "석탄 에너지부" 결별
2016년 11월, 이른바 이메일 해킹으로 인해. 테러 조직 "DPR" 핵티비스트의 "석탄 에너지부"는 2016년 1월 러시아 에너지부가 Donbass 석탄 산업에 대한 침략 계획을 보여주는 인증서류를 획득했다.

#### FrolovLeaks 작전
2016년 12월 Frolov Leaks 작전이 수행되어 CIS 연구소의 부국장과 1997-2016년 기간 동안 정교회 시민 연합의 언론 비서인 Kirill Frolov 간의 서신이 출판되었다. 서신에는 2014년 훨씬 이전에 러시아가 우크라이나에 대한 침략을 준비했다는 증거가 포함되어 있다. 서신은 Frolov와 대통령의 지역 경제 통합 고문인 Sergei Glazyev, 외교 및 국방 정책 위원회 위원인 모스크바 총대주교 Vladimir Gundyaev, State Duma의 불법 회원인 Konstantin Zatula CIS 연구소 소장 사이에 긴밀한 유대 관계가 있음을 밝혔다. . 수백 개의 다른 이름이 우크라이나에서 러시아의 "pyata kolona(다섯번째 열)"조직의 전복 활동과 관련하여 서류에 기록되어 있다.

#### UCA의 통제 하에 있는 RF군의 정보국장 2 AK(우크라이나 루간스크)의 컴퓨터
UCA 활동가들은 러시아 정규 UAV "Orlan", "Outpost"의 도움으로 얻은 정보 보고서를 보낸 러시아군의 2차 AK(루간스크, 우크라이나) 정보국장의 컴퓨터를 오랫동안 모니터링해 왔다.,이들은  "Tahion" 포병 사격을 조정하는 데에도 사용되었으며, RF 군대의 12번째 예비 사령부(Novocherkassk, Rostov 지역)의 정보장. 점령 지역에 러시아 지상 정찰 기지 PSNR-8 "Credo-M1"(1L120)이 존재함을 증명하는 문서도 발표되었는데, 이는 2002년 러시아군이 채택했으며 우크라이나에 전달 된적이 없다. 2017년 7월, UCA가 러시아군 점령 2차 AK(우크라이나 루간스크) 정보국장의 컴퓨터에서 얻은 데이터를 기반으로 소셜 네트워크 및 러시아군 서비스에 대한 추가 연구가 수행되었다. Tahion UAV가 식별되었다. Laptev Denis Alexandrovich 일병과 상병 Angalev Artem Ivanovich. RF 군대의 정보부 2 AK (우크라이나 루간스크)의 컴퓨터 중 하나에서 개인 사서함 Doroshenko Oleg Vladimirovich (2014 년 중반 현재 - 정보 대대 136th OMSBR RF 참모장)를 방문했기 때문에 군대, / h 63354, RF Armed Forces 대위)는 58 부대 참모장의 전투 명령에 따라 2014년 8월 우크라이나 국경으로 136 OMSBR 군인을 이송했다는 문서 증거를 받았다. RF 군대. OMSB 136호 유조선 명단과 개인 번호, 계급, 정확한 직위, 평시 병역 포상 정보가 공개되었다. 또한 Novosvitlivka, Samsonivka, Sorokine(이전 Krasnodon)에 있는 우크라이나 점령 지역에 러시아 포병을 추가로 고정하기 위해 장비를 옮긴 시점부터 2014년 여름에 포병 부대가 우크라이나를 침공한 연대기를 복원했다.

#### Alexander Usovsky의 해킹
2017년 2월-3월에 우크라이나 사이버 연합은 러시아 홍보 담당자인 Viktor Medvedchuk의 프로젝트 "Ukrainian Choice"의 웹사이트에 자주 기사를 게시한 벨로루시 시민 Alexander Usovsky의 서신을 폭로했다. InformNapalm 분석가는 핵티비스트 데이터에 대한 연구를 수행하고 크렘린이 폴란드 및 기타 동유럽 국가에서 반우크라이나 행동에 자금을 지원하는 방법에 대한 두 개의 기사를 발표했다. 공개된 자료는 폴란드에서 반응을 일으켰다. 폴란드 특수 작전 부대의 창설자인 폴란드 장군 로만 폴코는 Usovsky의 메일에 대해 논평하면서 Fronda.pl과의 인터뷰에서 폴란드에서 반우크라이나 행동과 우크라이나의 폴란드 기념물 모독 등이,  크레물린으로부터 조정 받았다고 말했다. 그래서 로만 폴코 장군은 정보 전쟁이 유럽 전체에 위협이 되며 폴란드 급진파는 러시아가 조정하는 이용 당하는  바보라고 말했다.

#### CIS 국가의 연구소 해킹
CIS 국가 연구소의 덤프 파일을 분석한 결과, 이 비정부 조직이 러시아 국영 기업 Gazprom에서 자금을 조달한다는 것이 분명해졌다. Gazprom은 CIS Institute의 반 우크라이나 활동에 자금을 지원하기 위해 연간 200만 달러를 조달했다. CIS 연구소 소장인 Konstantin Zatulin State Duma 차장은 러시아 여권을 얻기 위해 러시아로 도피한 테러리스트와 전 Berkut 회원들을 돕고 있다.

#### 공격적인 러시아 "소프트 파워"
러시아 공공외교재단 직원의 이메일에 접근 할 수 있다. OM 고르차코프는 러시아의 대외정책 전략의 형태를 밝힐 수 있게 했다. 전쟁 직전에 우크라이나에서 6개월간의 선전 계획을 위한 자금은 25만 달러에 이르렀다. 인도적 프로젝트를 가장하여 우크라이나, 세르비아, 보스니아 헤르체고비나, 불가리아, 몰도바, 그리고 발트해 연안 국가에서 전복적인 활동이 수행되었다.

#### 전화 테러리스트 Alexander Aksinenko
Ukrainian Cyber Alliance의 활동가는 러시아 시민과 이스라엘 Alexander Aksinenko의 전화 내용에 액세스 할 수 있다. 통신은 Aksinenko의 테러 활동이 러시아 FSB의 지원을 받고 있음을 보여준다. SBU의 요청에 따라 수색을 실시한 후 FSB가 그에게 "지금과 같이 활동하라"고 조언했기 때문이다. Aksinenko는 또한 SBU와 우크라이나의 다른 조직에 익명의 편지를 보냈다.

#### 플래시몹 #FuckResponsibleDisclosure
2017년 말 Ukrainian Cyber Alliance는 다른 IT 전문가와 함께 국가 자원 보호 수준을 평가하기 위해 거의 두 달 동안 작업을 수행했다. 자원봉사자들은 공무원들이 진짜로  정보보안에 대해 우려하고 있는지를 확인, 정부기관의 정보시스템에서 많은 취약점을 발견하였다. 이들은 아무 것도 해킹하지 않았고 취약한 자원만 식별하고 공개적으로 보고했으며 상황에 영향을 미칠 수 있는 사람들을  특별히 표시했다. 활동가들에 따르면 이러한 상황에서의 홍보는 정부 기관의 수치스러운 부분을 공개적 발표할때  효과가 있기 때문에 매우 중요하다. 예를 들어, 키예프 지역 경찰청 컴퓨터는 암호 없이 액세스할 수 있으며 네트워크 드라이브에서 암호, 계획, 프로토콜(개인정보기록,의사록), 경찰관의 개인 데이터를 포함한 150GB의 정보를 찾을 수 있는 것으로 밝혀졌다. 또한 Bila Tserkva 경찰 웹사이트가 오랫동안 해킹을 당했고 자원봉사자들의 발언 이후에야 상황이 개선된 것으로 나타났다. SCFM은 10년 동안 서버를 업데이트하지 않았다. 또한 우크라이나 사법부 웹사이트가 공개된 법원에 대한 보고서를 보관하고 있는 것으로 나타났다. Kherson 지역 협의회는 공동 디스크에 대한 액세스를 공개했다. CERT-UA 웹사이트(우크라이나의 컴퓨터 비상 대응 팀)는 이메일 계정 중 하나에서 비밀번호를 게시했다. 수도의 택시 서비스 중 하나는 누가, 언제, 어떤 전화번호로 차에 전화를 걸었는지, 어디로 갔는지에 대한 정보를 공개적으로 제공한다. 취약점은 Kropyvnytskyi의 Vodokanal, Energoatom, Kyivenerhoremont, NAPC, Kropyvnytskyi 고용 센터, Nikopol 연금 기금 및 내무부에서도 확인되었습니다(특별 부서를 포함한 직원의 선언은 공개됨). 경찰은 플래시몹에 가담하고 국가 구조의 정보 자원에 대한 많은 취약점을 드러낸 "Dmitry Orlov"라는 별명으로 활동가에 대한 형사 사건을 시작했다. 그 전에는 그의 페이지를 해킹하려 했으나, 단기간에 성공했고 그가 활동을 계속하면 신체적 폭력을 위협하는 글을 홈페이지에 올렸다. UCA활동가는 상황에 대해 다음과 같이 논평했다. “국가 자원을 해킹한 혐의로 형사 소송이 제기되었다. TV로 그들이 체포 되는 장면을 보길 원한다. 여기서 SBU와 사이버 경찰은 서비스의 이상한 협력이 이뤄질 때마다 상호 작용할 수 있다."  Dmytro Orlov 페이지를 삭제하고 우크라이나의 사이버 보안 문제에 주의를 환기시키는 주요 기능을 수행했다고 말했다.

#### 목록-1097
우크라이나 사이버 동맹의 활동가들은 러시아가 크림 반도를 점령하는 동안 전투 임무에 파견된 러시아 18개 연방 군대의  군인들에게 음식을 제공하라는 명령을 받았다. InformNapalm 자원 봉사자는 정보의 공개 소스를 조사하고 명령에 지정된 군인의 소셜 네트워크 프로필, 크림 점령에 참여했다는 사진 증거를 발견하고 군대를 크림 반도로 이동하는 방법을 찾았다. Voinka.
2017년 1월 31일, 독일 중앙 국영 텔레비전 채널인 ARD는 우크라이나와 러시아 간의 사이버 전쟁에 관한 이야기를 방송했다. 이야기는 우크라이나의 민간 시설에 대한 러시아 해커의 반복적인 사이버 공격과 사이버 공간에서 러시아의 침략에 대응하는 것, 특히 러시아 대통령 보좌관 V. Surkov의 수신 우편함을 해킹하는 것에 관한 것이다. 우크라이나 사이버 동맹의 대표도 음모로 이용되었다.
V. Surkov가 크림 합병에 대해 단호히 반대했다는 전 State Duma 대리인 Denis Voronenkov(우크라이나 시민권을 받음)의 공명한 진술과 관련하여 Ukrainian Cyber Alliance는 러시아 테러리스트 회의의 독점 사진 및 오디오 녹음을 공개했다. 2016년 5월 병합된 크림 반도와 2016년 11월 모스크바에서 열린 "Donb Volunteers". 이 대회의 중요 인물은 Vladislav Surkov였다.
InformNapalm 커뮤니티의 자원 봉사자들은 UCA의 활동에 대한 영화를 만들었다. "Cyberwar(사이버 전쟁: 2016년 우크라이나 사이버 연합의 성공적인 운영에 대한 리뷰"